# Tymur Stec'kov
Tymur Vadymovyč Stec'kov (in ucraino Тимур Вадимович Стецьков?; Dnipro, 27 gennaio 1998) è un calciatore ucraino, difensore del Karpaty L'viv.

## Caratteristiche tecniche
È un terzino sinistro.

## Carriera

### Club
Cresciuto nel settore giovanile del Dnipro, nel 2015 è stato acquistato dall'Oleksandrija. Dopo due stagioni nelle giovanili è stato promosso in prima squadra con cui ha esordito il 4 novembre 2017 disputando l'incontro di Prem"jer-liha pareggiato 0-0 contro il Čornomorec'.

### Nazionale
Nel 2019 ha giocato una partita nella nazionale ucraina Under-21.

## Statistiche
Statistiche aggiornate al 21 agosto 2020.

### Presenze e reti nei club
| Stagione        | Squadra         | Campionato      | Campionato | Campionato | Coppe nazionali | Coppe nazionali | Coppe nazionali | Coppe continentali | Coppe continentali | Coppe continentali | Altre coppe | Altre coppe | Altre coppe | Totale | Totale | Totale |
| Stagione        | Squadra         | Comp            | Pres       | Reti       | Comp            | Pres            | Reti            | Comp               | Pres               | Reti               | Comp        | Pres        | Reti        | Pres   | Reti   |        |
| --------------- | --------------- | --------------- | ---------- | ---------- | --------------- | --------------- | --------------- | ------------------ | ------------------ | ------------------ | ----------- | ----------- | ----------- | ------ | ------ | ------ |
| 2017-2018       | Oleksandrija    | PL              | 4          | 1          | CU              | 0               | 0               |                    | -                  | -                  |             | -           | -           | 4      | 1      |        |
| 2018-2019       | Oleksandrija    | PL              | 7          | 0          | CU              | 0               | 0               |                    | -                  | -                  |             | -           | -           | 7      | 0      |        |
| 2019-2020       | Oleksandrija    | PL              | 13         | 0          | CU              | 2               | 0               | UEL                | 1                  | 0                  |             | -           | -           | 16     | 0      |        |
| Totale carriera | Totale carriera | Totale carriera | 24         | 1          |                 | 2               | 0               |                    | 1                  | 0                  |             | -           | -           | 27     | 1      |        |